# Estación Lartigau
Lartigau era una estación ferroviaria que se ubicaba en la localidad del mismo nombre, en el partido de Coronel Pringles, Provincia de Buenos Aires, Argentina.

## Historia
Su construcción finalizó en 1910 a cargo del Ferrocarril Rosario a Puerto Belgrano.